# Großlohra

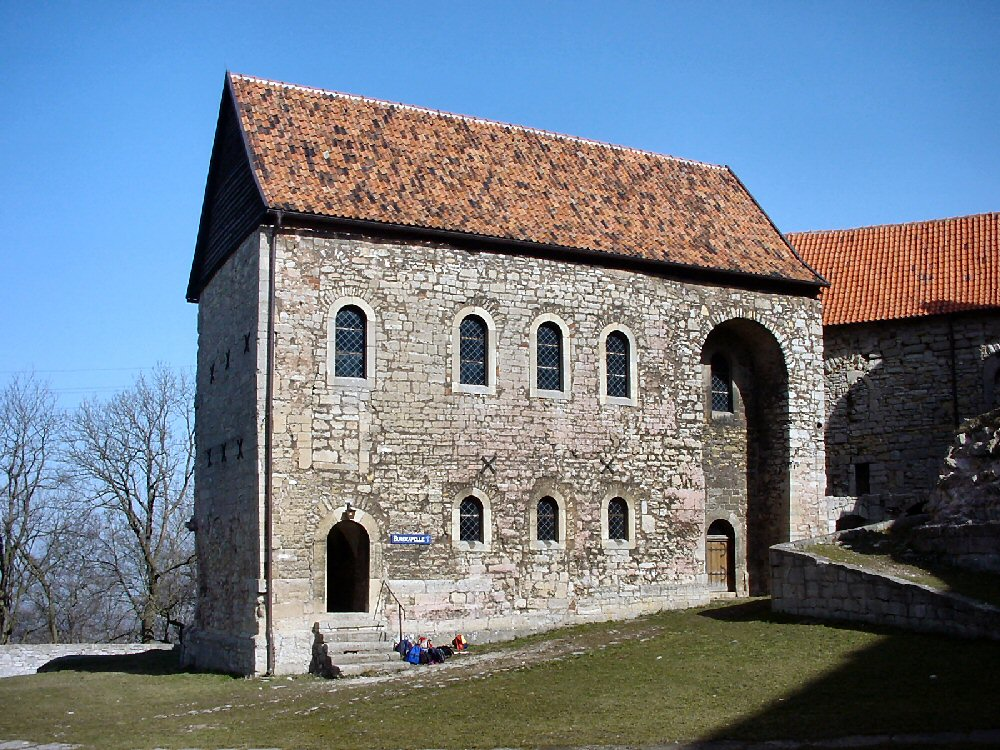
Doppelkapelle auf Burg Lohra (Großlohra)

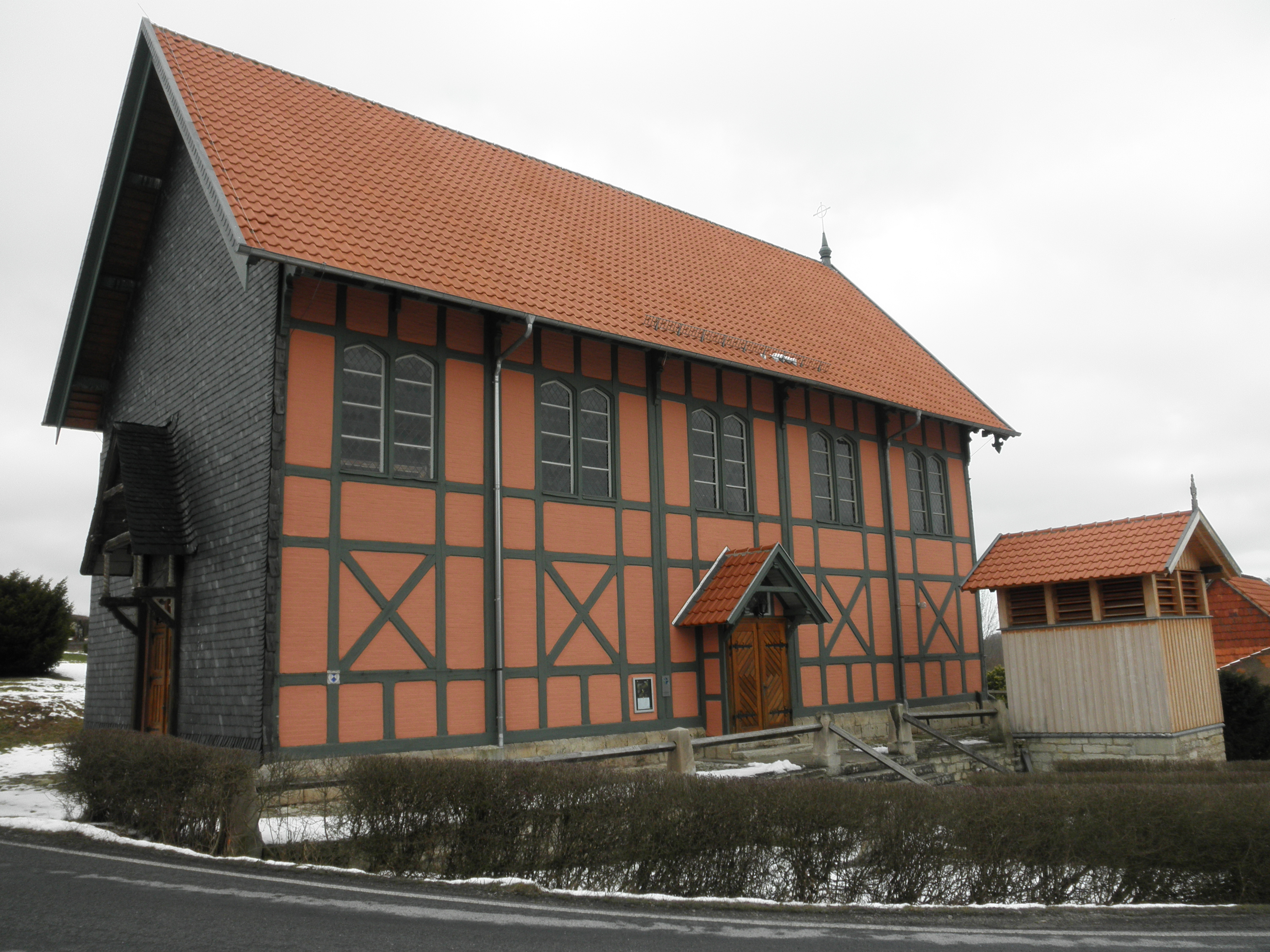
Evangelische Bonifatiuskirche in Friedrichslohra (Großlohra)

Großlohra ist eine Gemeinde im Landkreis Nordhausen in Thüringen. Sie liegt am nördlichen Rand der Hainleite, etwa 2 km von der ehemaligen Bundesstraße 80 und der Bundesautobahn 38 sowie etwa 20 km von der Kreisstadt Nordhausen entfernt. Sehenswürdigkeiten sind die Burg Lohra mit ihrer romanischen Doppelkapelle und der romanischen Basilika St. Gangolf in Münchenlohra.

## Geografie
Großlohra liegt am Nordrand der westlichen Ausläufer des Höhenzugs Hainleite. Die Burg Lohra selbst liegt auf einem Bergvorsprung, der etwa 100 m über das Umland ragt. Nach Norden fällt die Hainleite schnell in Richtung des Wippertals ab, so dass man von der Burg bei gutem Wetter einen weiten Blick über den Südharz bis hin zum Brocken hat.
Nachbargemeinden sind (im Uhrzeigersinn) Bleicherode, Sondershausen, Helbedündorf und Niedergebra.

### Gliederung
Großlohra besteht aus den vier Ortsteilen:
- Friedrichslohra
- Großwenden
- Kleinwenden
- Münchenlohra
- das heutige Gehöft Teichmühle im äußersten Osten der Gemeinde

## Geschichte
Auf dem Gelände der heutigen Burg Lohra existierten wahrscheinlich schon zu germanischen Zeiten befestigte Anlagen. Die heutige Anlage wurde von den Grafen von Lare (Lohra) im 11./12. Jahrhundert zur größten Burg des südwestlichen Vorharzes ausgebaut. Bis zum 16. Jahrhundert war sie unter anderem im Besitz der Grafengeschlechter von Lohra, Beichlingen, Klettenberg und Hohnstein. Spätestens während des Dreißigjährigen Krieges, in dem die Burg mehrmals erobert und stark beschädigt wurde, verlor sie ihre Bedeutung. Nach dem Westfälischen Frieden fiel sie an Preußen und wurde als Amt Lohra bis 1977 als landwirtschaftliches Gut genutzt. Im Jahr 1923 umfasste diese Domäne 385 ha.
Die Orte Großwenden und Kleinwenden entstanden während des Mittelalters als vermutlich „wendische“ (d. h. slawische) Siedlungen, Münchenlohra als Gut um die ehemalige Klosterkirche. Der Ort Friedrichslohra wurde erst im 18. Jahrhundert durch ein Siedlungsprojekt des preußischen Königs Friedrich II. gegründet. Dabei wurden im Umland des Amts Lohra Bauern und Weber angesiedelt, vornehmlich aus dem Eichsfeld. Die Straße, an welcher die ersten 22 Häuser errichtet wurden, heißt deshalb heute noch 22-er Straße. Während des 18. und 19. Jahrhunderts wurden vom preußischen Staat in Friedrichslohra Projekte zur Niederlassung von Sinti durchgeführt, unter anderem in Form eines „Erziehungsheims“, das von 1831 bis 1837 Bestand hatte. Heute ist dort ein Kindergarten untergebracht.
Seit Beginn der Zeit des Nationalsozialismus 1933 wurden die Sinti verstärkt diskriminiert, polizeilich überwacht und seit 1939 im „Zigeunerlager“ Steinbruch in Krimderode interniert und zur Zwangsarbeit eingesetzt. Sieben von ihnen wurden im KZ Auschwitz ermordet.
Am 1. Juli 1950 entstand die Gemeinde Großlohra durch die Fusion der bis dahin eigenständigen Gemeinden Friedrichslohra, Großwenden und Kleinwenden. Von 1991 bis Ende 2018 war sie Mitgliedsgemeinde der Verwaltungsgemeinschaft Hainleite. Seit deren Auflösung ist Bleicherode erfüllende Gemeinde für Großlohra.

## Politik

### Gemeinderat
Der Gemeinderat von Großlohra hat acht Mitglieder, von denen seit der Kommunalwahl 2024 zwei von der CDU und sechs von der Unabhängigen Bürgergemeinschaft (UBG) Großlohra gestellt werden. Die Wahlbeteiligung lag bei 67,4 Prozent.

### Bürgermeisterin
Die ehrenamtliche Bürgermeisterin ist seit 2025 Magdalena Grabe, die der Unabhängigen Bürgergemeinschaft (UBG) Großlohra angehört.

### Wappen
Beschreibung: „Im roten mit vier goldenen Lindenblättern belegten Schild ein silberner goldgekrönter Löwe, in den Vorderpranken ein goldenes Pedum haltend.“

## Kultur und Sehenswürdigkeiten
- Die Burg Lohra liegt auf einem Bergsporn und ist bereits aus mehreren Kilometern Entfernung sichtbar. Sie ist die größte Burg des westlichen Südharzes. Bemerkenswert ist die romanische Doppelkapelle mit einer ursprünglichen Trennung zwischen Obergeschoss und Untergeschoss. Die Hypothese der Trennung aus Gründen der Herkunft (Obergeschoss für die Herrschaft und Untergeschoss für das einfache Volk) ist heute umstritten. Sicher wurden Doppelkapellen auch aus Platzgründen errichtet.
- Die romanische Basilika St. Gangolf in Münchenlohra wurde um 1170 als Klosterkirche eines Benediktinerinnenklosters erbaut. Nach der Reformation verfielen die anderen Klostergebäude. Lediglich die Basilika blieb erhalten und wurde im 19. Jahrhundert rekonstruiert. Hier finden regelmäßig Abendgottesdienste und gelegentlich Konzerte statt.

## Persönlichkeiten
- Heinrich Ludwig Smalian (1785–1848), Oberforstmeister in Stralsund und Erfinder von Baummeßinstrumenten.